# Wilhelm Oehl
Wilhelm Oehl (* 4. März 1904 in Altweidelbach; † 17. April 1991 in Dortmund) war ein deutscher Hochschullehrer für Mathematik und Didaktik.

## Leben
Oehls Eltern waren der Landwirt Peter Oehl und dessen Frau Louisa, geb. Augustin. Er besuchte von 1918 bis 1921 die Präparandenanstalt in Simmern und legte die Erste Lehrerprüfung am Seminar in Wetzlar ab. Aufgrund der Wirtschaftslage konnte er zunächst keine Lehrerstelle finden, stattdessen arbeitete er zunächst bei der Firma Leitz in Wetzlar. Erst 1926 bekam er eine Selle als Erzieher am Evangelischen Pädagogikum in Bad Godesberg und konnte ein Jahr später die zweite Lehrerprüfung ablegen. 1928 holte er das Abitur nach und studierte anschließend Mathematik, Physik und angewandte Mathematik sowie Psychologie, Pädagogik und Philosophie. Nach der Mittelschullehrerprüfung 1929 legte er 1931 und 1932 die Prüfungen für das Lehramt an Höheren Schulen ab.
Von 1932 bis 1935 unterrichtete Oehl an einer Volksschule, 1934 wurde er promoviert, anschließend arbeitete er als Dozent für Didaktik der Mathematik an der Hochschule für Lehrerbildung in Dortmund. Im Zweiten Weltkrieg wurde er als Heerespsychologe eingesetzt, ab 1943 war er als Soldat in Italien, bis er in amerikanische Kriegsgefangenschaft geriet.
Nach der Kriegsgefangenschaft arbeitete er wieder als Lehrer und Dozent in der Lehrerbildung. 1952 entwickelte er mit Adolf Kruckenberg das Mathematik-Unterrichtswerk „Die Welt der Zahl“, das zahlreiche Ausgaben und Auflagen erlebte. Im selben Jahr wurde Oehl Schulrat in Rheinhausen, 1954 wurde er Dezernent für die Real- und Volksschulen bei der Bezirksregierung Düsseldorf. Von 1954 bis 1964 leitete er daneben das Staatliche Prüfungsamt für das Lehramt an Volksschulen an der Pädagogischen Hochschule Kettwig. Ab 1959 war er ordentlicher Professor für Mathematik und Didaktik der Mathematik an der Pädagogischen Hochschule Dortmund.

## Veröffentlichungen
- Psychologische Untersuchungen über Zahlendenken und Rechnen bei Schulanfängern. In: Zeitschrift für angewandte Psychologie und Charakterkunde. Bd. 49 (1935), S. 305–351 (Bonn, Univ., Phil. Diss., 1935).
- mit Adolf Kruckenberg (Hrsg.): Die Welt der Zahl: Rechenbuch für Volksschulen. 7 Bde., Schroedel, Berlin u. a. 1949ff.
- mit Bernhard Schreiber: Von der Arbeit mit Dingmengen zum Zahlenrechnen: eine Methodik des Erst-Rechenunterrichts ; Handbuch zur Rechen-Arbeitsfibel / von Wilhelm Oehl. Unter Mitarb. von Bernhard Schreiber. Schroedel, Berlin 1958.
- Rechenunterricht in der Grundschule. 2. Aufl. Schroedel, Hannover 1962.
- Spiele und rechne: Methodisches Handbuch; Für das erste bis dritte Schuljahr. Steufgen, Düsseldorf 1963.
- Der Rechenunterricht in der Hauptschule (5.–8. Schuljahr); didaktisch-methodische Überlegungen und Hinweise für die tägliche Unterrichtsarbeit. Schroedel, Hannover 1965.